# 15052 Emileschweitzer
15052 Emileschweitzer eller 1998 YD2 är en asteroid i huvudbältet som upptäcktes den 17 december 1998 av OCA–DLR Asteroid Survey (ODAS). Den är uppkallad efter Emile Schweitzer.
Asteroiden har en diameter på ungefär 10 kilometer och den tillhör asteroidgruppen Hygiea.